# T. S. Eliot
Thomas Stearns Eliot OM (St. Louis, 26 de setembro de 1888 – Londres, 4 de janeiro de 1965) foi um poeta, dramaturgo, crítico literário e editor literário americano-britânico. É considerado um dos representantes mais importantes do modernismo literário e um dos maiores poetas do século XX. Nascido nos Estados Unidos, mudou-se para a Europa durante a Primeira Guerra Mundial, consagrou-se como um dos maiores ícones da geração perdida, tornou-se cidadão britânico em 1927, tendo se convertido ao anglicanismo e exercido grande influência sobre o conservadorismo inglês, e, em 1948, recebeu o Prêmio Nobel de Literatura. Sua poesia é conhecida pelo cuidado com a sonoridade e a musicalidade, pela constante alusão a mitos e referências culturais e pela reflexão acerca dos problemas existenciais do homem moderno.
Começou sua vida literária em 1915, quando publicou o poema The Love Song of J. Alfred Prufrock, que provocou polêmica à epoca por conta da linguagem marcada por metáforas subversivas e fluxo de consciência. Em 1922, alcançou reconhecimento internacional com o poema The Waste Land, considerado o principal poema do século XX e o maior registro literário da geração perdida e do período entreguerras. Posteriormente, aumentou seu prestígio com os poemas The Hollow Men, Ash Wednesday, Four Quartets e Old Possum's Book of Practical Cats, além de alguns trabalhos dramáticos como a peça Murder in the Cathedral e The Cocktail Party.

## Biografia
Thomas Stearns Eliot nasceu na família Eliot, uma família de classe média originária da Nova Inglaterra, que se mudou para St. Louis, Missouri. Seu pai, Henry Ware Eliot (1843-1919), foi um empresário bem-sucedido em St. Louis. Sua mãe, Charlotte Champe Stearns (1843-1929), escreveu poesias e foi uma assistente social.

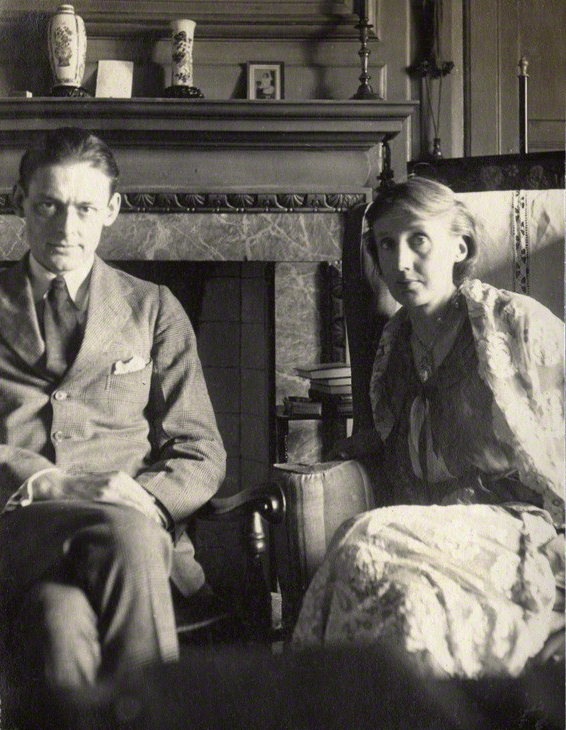
Eliot e Virginia Woolf, 1924

Eliot foi o último dos seis filhos sobreviventes do casal, que possuía 44 anos de idade quando ele nasceu.  Suas quatro irmãs tinham entre 11 e 19 anos de idade e seu irmão era oito anos mais velho que ele.  Chamado "Tom" por familiares e amigos, recebeu o nome de seu avô materno Thomas Stearns.

### Carreira literária
T. S Eliot residia em Londres. Depois da guerra, nos anos vinte, ele passou muito tempo com outros grandes artistas na avenida Montparnasse, em Paris, onde foi fotografado por Man Ray. A poesia francesa exerceu grande influência na obra de Eliot, em particular o simbolista Charles Baudelaire, cujas imagens da vida em Paris serviram de modelo para a imagem de Londres pintada por Eliot. Ele começou então a estudar sânscrito e religiões orientais, chegando a ser aluno do renomado armênio George Ivanovich Gurdjieff. A obra de Eliot, após a sua conversão ao anglicanismo abandonando o unitarismo, é frequentemente religiosa em sua natureza e tenta preservar o inglês arcaico e alguns valores europeus que ele julgava serem importantes. Publicou o poema The Waste Land em 1922; em 1927 obteve a nacionalidade britânica. Em 1928, Eliot resumiu suas crenças muito bem no prefácio de seu livro "Para Lancelot Andrews": "O ponto de vista geral [dos assuntos do livro] pode ser descrito como classicista na literatura, monarquista na política e anglo-católico na religião." Essa fase inclui trabalhos poéticos como Ash Wednesday, The Journey of the Magi, e Four Quartets.

## Poemas

### The Love Song of J. Alfred Prufrock(1920)
Em 1915, Ezra Pound, editor da revista Poetry, recomendou a Harriet Monroe, fundadora da revista, que ela publicasse "The Love Song of J. Alfred Prufrock". Embora Prufrock parecesse tratar-se de um homem na meia idade, Eliot escreveu a maior parte do poema quando tinha apenas 22 anos. Os seus hoje famosos primeiros versos, que comparam o céu ao entardecer com "a patient etherised upon a table" (algo como "um paciente anestesiado sobre a mesa”) foram considerados chocantes e ofensivos, ainda mais numa época na qual a poesia Georgiana imperava, com suas derivações românticas do século XIX.
O poema retrata uma experiência consciente de um homem, Prufrock, sob a forma de um "stream of consciousness" (figura de linguagem típica do modernismo, que consiste em mostrar por escrito o monólogo interior de um personagem). Prufrock lamenta sua inércia física e intelectual, as oportunidades que perdeu ao longo de sua vida e a falta de um progresso espiritual, recorrente de amor carnal que não conseguira atingir.
Os estudiosos  não sabem dizer se o narrador sai de sua casa ao longo da narração, pois as localidades descritas podem ser interpretadas tanto como experiências reais, lembranças, ou mesmo imagens simbólicas do subconsciente, como por exemplo no refrão "In the room woman come and go / talking about Michelangelo".
A estrutura do poema foi fortemente influenciada por Dante Alighieri. Há ainda referências a Hamlet de Shakespeare e outras tantas obras literárias: essa técnica de alusão e citação foi muito usada em toda poesia posteriormente escrita por Thomas Stearns Eliot.

### The Waste Land(1922)
Em outubro de 1922, Thomas Eliot publicou "The Waste Land" no jornal "The Criterion". Composto durante um período turbulento na vida do autor — seu casamento estava acabando, pois tanto ele quanto sua esposa, Vivienne, sofriam de um transtorno psiquiátrico —, este poema é muitas vezes lido como uma alegoria à desilusão experimentada pela geração pós-guerra. Mesmo antes de "The Waste Land" ser publicado como livro (em dezembro de 1922), Eliot já havia se distanciado da visão desesperadora do poema: "No que diz respeito a 'The Waste Land', esse poema ficará no passado, pois agora estou trabalhando com formas e estilos diferentes", escreveu ele para Richard Aldington em 15 de novembro de 1922.
A despeito da obscuridade do poema — que tem sátiras e profecias; mudanças abruptas de narrador, localidade e tempo; além de invocar uma vasta e destoante gama de culturas e obras literárias -, ele acabou se tornando referência na literatura moderna, sendo considerado o reflexo poético de um romance publicada no mesmo ano: Ulysses, de James Joyce.
Entre seus muito famosos versos estão "April is the cruellest month" (referência ao fato de que abril é o mês de recomeçar a plantar, e não há colheitas na Europa), "I will show you fear in a handful of dust" e "Shantih shantih shantih", (Sânscrito que deve ser lido pausadamente e de forma onomatopeica. Algo como "Xantir… Xantir… Xantir…". Shantih significa "paz", e o sânscrito segue uma súplica pela paz).
A obra de Eliot foi muito apreciada pelos poetas da geração de trinta. Em certa ocasião W.H. Auden leu em voz alta todo o poema durante um encontro social. A publicação do esboço do poema em 1972 mostrava uma grande influência de Ezra Pound sobre a sua forma final. A parte IV, "Death by Water", fora reduzida de noventa e duas linhas para dez apenas, e com dez linhas foi publicado. Pound repreendeu Eliot por ter rasgado a maior parte do poema. Eliot o agradeceu por "incentivar-me a fazer as coisas do meu jeito".

### The Hollow Men(1925)
Publicada em várias partes e com vários títulos diferentes, a versão final de "The Hollow Men" data de 3 de março de 1925. O poema faz referências a diversas obras do próprio Eliot e, embora tenha grande densidade literária, muitos críticos o consideram somente como um post scriptum de "The Waste Land".
Seu conteúdo é metafórico e de difícil interpretação, mas estudiosos dizem tratar-se de um poema que filosofa sobre os aspectos da mente humana num contexto ora social, ora religioso. Trata ainda dos medos humanos, considerando-os "more distant and more solemn/than a fading star" (mais distantes e solenes/que uma estrela cadente) e mostrando que mesmo nos sonhos é difícil visualizá-los sem temor. São estes medos "Eyes I dare not meet in dreams/In death's dream kingdom" (olhos que temo encontrar em sonhos/e no reino de sonho da morte). Esses olhos são muito similarmente descritos aos olhos de Beatriz, em A Divina Comédia.
O poeta retrata figuras "Reunidas nesta praia do rio tumultuado" - atraindo considerável influência do terceiro e quarto cantos do Inferno de Dante, que descreve o Limbo, o primeiro círculo do Inferno - mostrando o homem em sua incapacidade de cruzar para o próprio Inferno ou mesmo implorar redenção, incapaz de falar com Deus. Dançando em torno da pêra espinhenta ("Here we go around the prickly pear"), as figuras adoram falsos deuses, relembrando crianças e refletindo a interpretação de Eliot da cultura ocidental após a Primeira Guerra Mundial.
Dividido em cinco partes, o poema tem 98 linhas. O obituário de Eliot, publicado no New York Times em 1965, identificou os últimos quatro como "provavelmente os versos mais citados de qualquer poeta do século 20 que tenha escrito em inglês".

This is the way the world ends

This is the way the world ends

This is the way the world ends

Not with a bang but a whimper.

É assim que acaba o mundo

É assim que acaba o mundo

É assim que acaba o mundo

Não com um estrondo, mas com um gemido.

### Ash Wednesday(1930)
Ash-Wednesday é o primeiro grande poema escrito por Eliot depois de se ter convertido ao Anglicanismo. Publicado em 1930, diz respeito ao dilema de alguém que, lhe faltando a fé, a encontra. Várias vezes referido como o "poema de conversão" de Eliot, lida com o desejo de mudar da esterilidade espiritual para a esperança na salvação humana. O estilo da escrita de Eliot no Ash-Wednesday mostrou uma mudança da poesia que ele tinha escrito anteriormente à sua conversão, em 1927, e o seu estilo após a conversão que continuaria numa linha similar. O seu estilo tornou-se menos irônico, e os seus poemas não mais teriam vários personagens em diálogo. O assunto dos seus poemas  passaria também a estar mais focado na problemática espiritual de Eliot e na sua fé cristã.
Muitos críticos foram particularmente entusiásticos sobre Ash-Wednesday. Edwin Muir era da opinião que este era um dos poemas mais comoventes que Eliot escreveu, e talvez "o mais perfeito", apesar de não ter sido muito bem recebido por toda a gente. A base de trabalho do poema no cristianismo ortodoxo desconstruiu muito dos literatos mais laicos.

### Four Quartets(1943)
Premiado como Prêmio Nobel de Literatura, o próprio Eliot considerava "Four Quartets" sua obra-prima, embora muitos críticos literários preferissem seus trabalhos anteriores. "Four Quartets" é baseado nos conhecimentos de Eliot nas áreas de misticismo e filosofia. O poema consiste de quatro poemas longos, que foram publicados individualmente: "Burnt Norton" (1936), "East Coker" (1940), "The Dry Salvages" (1941) e "Little Gidding" (1942), cada um deles dividido em cinco partes. Embora seja difícil fazer comparações entre eles, nota-se que cada um tem uma descrição geográfica da localidade em seus títulos, todos especulam sobre a natureza do tempo, seja ela teológica, histórica ou física, e sobre a influência exercida pelo tempo nos humanos.
Além disso, cada um está associado a um elemento da antiguidade clássica: ar, terra, água e fogo, respectivamente. Eles se aproximam nas ideias, de forma variável porém intercalada. Os poemas não esgotam seu questionamento e nem obtêm respostas suficientes às perguntas feitas.
"Burnt Norton" (ar) questiona de que adianta considerar o que podia ter sido e não foi. Há nele a descrição de uma casa abandonada, e Eliot brinca com a ideia de que todas essas possíveis realidades estão presentes simultaneamente, mas invisíveis para nós: todas as formas de atravessar o jardim se transformam numa vasta dança que não podemos ver, e crianças que não estão ali se escondem nos arbustos. Burnt Norton é uma casa de campo situada em Cotswold Hills, na cidade de Gloucestershire, Reino Unido.
"East Coker" (terra) continua a examinar o tempo e seu significado, mas agora focando também na natureza da linguagem e da poesia. Saído da escuridão, Eliot fortalece a sua ideia de solução: "I said to my soul, be still, and wait without hope" (algo como "Eu disse à minha alma: fique quieta, e espere sem esperança"). East Coker é uma pequena vila, de onde seus antepassados emigraram para os Estados Unidos e onde se encontra a igreja "Saint Michael", local para onde foram levadas as cinzas de Eliot após a sua cremação, conforme ele desejava.
"The Dry Salvages" (água) trata do elemento água via imagens de rios e mares. Nesse poema, os opostos parecem se aproximar de forma impossível, como no barroco: "…the past and future/Are conquered, and reconciled" (algo como "…o passado e o futuro/são conquistados e reconciliados"). The Dry Salvages são um grupo de rochas com um farol para navios em Cape Ann, Massachusetts, como explicado no prefácio do poema.
"Little Gidding" (fogo) é o mais antagonizado dos quartetos. As próprias experiências do autor como voluntário na equipe civil antiataque aéreo dão força ao poema, e ele se imagina encontrando com Dante no meio do bombardeio alemão. O cenário mostrado no começo dos quartetos ("Houses…/Are removed, destroyed" ou "Casas…/são removidas, destruídas.") havia se tornado uma experiência cotidiana, o que cria uma série de imagens, entre elas a do amor: a força condutora de toda a experiência. O quarteto acaba então com uma frase de Julian of Norwich: "all shall be well and/All manner of things shall be well." ou "Tudo ficará bem e/todo tipo de coisa ficará bem". Little Gidding é uma igreja localizada em Huntingdonshire, Reino Unido.

### Old Possum's Book of practical Cats(1939)

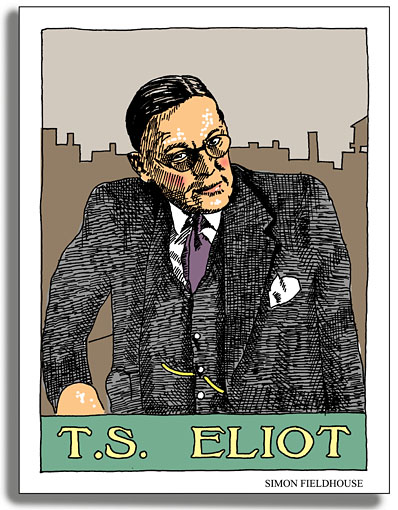
Selo ilustrativo de T. S. Eliot

É composto por quinze poemas com a temática "Gatos". Cada um dos poemas conta a história em particular ou uma característica de um determinado gato. Eliot os escrevera ao longo da década de 1920 como presentes de aniversário para seus afilhados, herdeiros do dono da editora Faber & Faber. Os poemas são, no mais íntimo, metáforas com os estamentos da sociedade. Durante muito tempo os poemas ficaram esquecidos dentro dos pertences dos afilhados, até que um deles, já adulto, mexendo em velhos papéis, os encontrou e notou a grande possibilidade de publicá-los. Eliot, entretanto, ficou apreensivo com as críticas, pois considerava os poemas fracos e exclusivos para crianças. Uma semana antes da publicação mudou-se para uma vila no interior da Inglaterra, tamanho era o seu medo, mas, logo depois do lançamento em Londres, recebeu um telefonema do afilhado dizendo que o livro fizera grande maior sucesso.
Na década de 1970, já 10 anos após a morte de Eliot, o então jovem Andrew Lloyd Webber musicou alguns dos poemas e fez uma versão reduzida do musical Cats. A viúva de Eliot, Esme Valerie Eliot, após assistir essa prévia do musical, presenteou o jovem autor musical com rascunhos de um poema inacabado pelo falecido marido. Esse poema chamava-se Grizabella: The Glamour Cat, e foi determinante para a finalização do famoso musical, dando abertura para a composição Memory, gravada por mais de 170 artistas até hoje.
Há de se destacar o senso de humor no último poema, feito exclusivamente para finalizar o livro, na última estrofe:
"So if yo 'ave business with Faber - or Faber -

I'll give you this tip, and it's worth a lot more:

You'll save yourself time, and you'll spare yourself labour

If just you make friends with the Cat at the door. MORGAN."

## Teatro
Com excepção da importante obra Four Quartets, Eliot dirigiu grande parte do seu esforço criativo após Ash Wednesday para a escrita de peças de teatro em verso, principalmente comédias ou peças com finais redentores. Escreveu assim: Sweeney Agonistes, Assassínio na Catedral, The Rock, The Family Reunion, The Cocktail Party, The Confidential Clerk e The Elder Statesman.

## Publicações
Fonte: «The Nobel Prize in Literature 1948 | T.S. Eliot | Bibliography». nobelprize.org. Arquivado do original em 7 de novembro de 2012

### Primeiros trabalhos
- Prosa
  - "The Birds of Prey" (um conto; 1905)[21]
  - "A Tale of a Whale" (um conto; 1905)
  - "The Man Who Was King" (um conto; 1905)[22]
  - "The Wine and the Puritans" (resenha, 1909)
  - "The Point of View" (1909)
  - "Gentlemen and Seamen" (1909)
  - "Egoist" (resenha, 1909)
- Poemas
  - "A Fable for Feasters" (1905)
  - "[A Lyric:]'If Time and Space as Sages say'" (1905)
  - "[At Graduation 1905]" (1905)
  - "Song: 'If space and time, as sages say'" (1907)
  - "Before Morning" (1908)
  - "Circe's Palace" (1908)
  - "Song: 'When we came home across the hill'" (1909)
  - "On a Portrait" (1909)
  - "Song: 'The moonflower opens to the moth'" (1909)[23]
  - "Nocturne" (1909)
  - "Humoresque" (1910)
  - "Spleen" (1910)
  - "[Class] Ode" (1910)
  - "The Death of Saint Narcissus" (c. 1911-15)[23]

### Poesia
- Prufrock and Other Observations (1917)
  - The Love Song of J. Alfred Prufrock
  - Portrait of a Lady
  - Preludes
  - Rhapsody on a Windy Night
  - Morning at the Window
  - The Boston Evening Transcript
  - Aunt Helen
  - Cousin Nancy
  - Mr. Apollinax
  - Hysteria
  - Conversation Galante
  - La Figlia Che Piange
- Poems (1920)
  - Gerontion
  - Burbank with a Baedeker: Bleistein with a Cigar
  - Sweeney Erect
  - A Cooking Egg
  - Le Directeur
  - Mélange Adultère de Tout
  - Lune de Miel
  - The Hippopotamus
  - Dans le Restaurant
  - Whispers of Immortality
  - Mr. Eliot's Sunday Morning Service
  - Sweeney Among the Nightingales
- The Waste Land (1922)
- The Hollow Men (1925)
- Ariel Poems (1927–1954)
  - Journey of the Magi (1927)
  - A Song for Simeon (1928)
  - Animula (1929)
  - Marina (1930)
  - Triumphal March (1931)
  - The Cultivation of Christmas Trees (1954)
  - Macavity:The Mystery Cat
- Ash Wednesday (1930)
- Coriolan (1931)
- Old Possum's Book of Practical Cats (1939)
- The Marching Song of the Pollicle Dogs and Billy M'Caw: The Remarkable Parrot (1939) in The Queen's Book of the Red Cross
- Four Quartets (1945)

### Peças de teatro
- Sweeney Agonistes (publicado em 1926, realizado pela primeira vez em 1934)
- The Rock (1934)
- Murder in the Cathedral (1935)
- The Family Reunion (1939)
- The Cocktail Party (1949)
- The Confidential Clerk (1953)
- The Elder Statesman (realizado pela primeira vez em 1958, publicado em 1959)

### Não-ficção
- Christianity & Culture (1939, 1948)
- The Second-Order Mind (1920)
- Tradition and the Individual Talent (1920)
- The Sacred Wood: Essays on Poetry and Criticism (1920)
  - "Hamlet and His Problems"
- Homage to John Dryden (1924)
- Shakespeare and the Stoicism of Seneca (1928)
- For Lancelot Andrewes (1928)
- Dante (1929)
- Selected Essays, 1917-1932 (1932)
- The Use of Poetry and the Use of Criticism (1933)
- After Strange Gods (1934)
- Elizabethan Essays (1934)
- Essays Ancient and Modern (1936)
- The Idea of a Christian Society (1939)
- A Choice of Kipling's Verse (1941) feita por Eliot, com um ensaio sobre Rudyard Kipling
- Notes Towards the Definition of Culture (1948)
- Poetry and Drama (1951)
- The Three Voices of Poetry (1954)
- The Frontiers of Criticism (1956)
- On Poetry and Poets (1943)

### Publicações póstumas
- To Criticize the Critic (1965)
- Poems Written in Early Youth (1967)
- The Waste Land: Facsimile Edition (1974)
- Inventions of the March Hare: Poems 1909–1917 (1996)

### Edições
- Collected Poems, 1909–1962 (1963), trecho e pesquisa de texto
- Old Possum's Book of Practical Cats, Illustrated Edition (1982), trecho e pesquisa de texto
- Selected Prose of T.S. Eliot, ed. por Frank Kermode (1975), trecho e pesquisa de texto
- The Waste Land (Norton Critical Editions), ed. por Michael North (2000) trecho e pesquisa de texto
- The Poems of T.S. Eliot, volume 1 (Collected & Uncollected Poems) and volume 2 (Practical Cats & Further Verses), ed. por Christopher Ricks e Jim McCue (2015), Faber & Faber
- Selected Essays (1932; ampliada em 1960)
- The Letters of T. S. Eliot, ed. por Valerie Eliot e Hugh Haughton, Volume 1: 1898–1922 (1988, revisada em 2009)
- The Letters of T. S. Eliot, ed. por Valerie Eliot e Hugh Haughton, Volume 2: 1923–1925 (2009)
- The Letters of T. S. Eliot, ed. por Valerie Eliot e John Haffenden, Volume 3: 1926–1927 (2012)
- The Letters of T. S. Eliot, ed. por Valerie Eliot e John Haffenden, Volume 4: 1928–1929 (2013)
- The Letters of T. S. Eliot, ed. por Valerie Eliot e John Haffenden, Volume 5: 1930–1931 (2014)
- The Letters of T. S. Eliot, ed. por Valerie Eliot e John Haffenden, Volume 6: 1932–1933 (2016)
- The Letters of T. S. Eliot, ed. por Valerie Eliot e John Haffenden, Volume 7: 1934–1935 (2017)
- The Letters of T. S. Eliot, ed. por Valerie Eliot e John Haffenden, Volume 8: 1936–1938 (2019)
- The Letters of T. S. Eliot, ed. por Valerie Eliot e John Haffenden, Volume 9: 1939–1941 (2021)

### Leitura secundária
- Poesia - Eliot - Ivan Junqueira, 1981, Editora Arx;
- Old Possum's Book of Practical Cats, T.S.Eliot, 7ª edição, Faber & Faber
- Cats - DVD, 1998, Realy Useful Group
- Biblioteca Nacional
- Cechinel, André. O referente errante. The Waste Land e sua máquina de teses. Chapecó; Criciúma: Argos; Ediunesc, 2018.

### Obras
- Obras de T. S. Eliot (em inglês) no Projeto Gutenberg
- Obras de ou sobre T. S. Eliot no Internet Archive
- Listagem oficial das obras de T. S. Eliot com algumas disponíveis na íntegra
- doollee.com lista de obras de T S Eliot escritas para o palco Arquivado em 22 novembro 2016 no Wayback Machine
- Poemas de T.S. Eliot e biografia - PoetryFoundation.org
- Texto dos primeiros poemas (1907-1910) impresso em The Harvard Advocate
- Coleção T. S. Eliot - Bartleby.com
- T.S. Eliot's Cats
- The Sacred Wood: Essays on Poetry and Criticism. Knopf, 1921. Via HathiTrust.

### Sites
- T. S. Eliot Society (UK) Resource Hub
- T. S. Eliot Hypertext Project
- Official (T. S. Eliot Estate) site
- T. S. Eliot Society (US) Home Page

### Arquivos
- Search for T.S. Eliot na Harvard University
- T. S. Eliot Collection Arquivado em 28 fevereiro 2009 no Wayback Machine no Harry Ransom Center da Universidade do Texas em Austin
- T. S. Eliot Collection na Merton College, Oxford University
- T. S. Eliot collection na Universidade de Victoria, Coleções Especiais
- T. S. Eliot collection na Biblioteca da Universidade de Maryland
- T. S. Eliot Collection. Yale Collection of American Literature, Beinecke Rare Book and Manuscript Library.